# Molophilus williamsi
Molophilus williamsi là một loài ruồi trong họ Limoniidae. Chúng phân bố ở miền Australasia.